# 마릴리아노
마릴리아노(이탈리아어: Marigliano)는 이탈리아 캄파니아주 나폴리현에 위치한 코무네다. 나폴리로부터 19km 거리에 있다.